# 奥尔珀县
奥尔珀县（Kreis Olpe）是德国北莱茵-威斯特法伦州南部的一个县，隶属于阿恩斯贝格行政区，首府奥尔珀。

## 地理
奥尔珀县西北面与梅基施县，东北面与霍赫绍尔县，东南面与锡根-维特根施泰因县，南面与莱茵兰-普法尔茨州的阿尔滕基兴县，西面与上贝吉施县相邻。